# 東村山郵便局
東村山郵便局（ひがしむらやまゆうびんきょく）は東京都東村山市にある郵便局。民営化前の分類では集配普通郵便局であった。

## 概要
住所：〒189-8799 東京都東村山市本町2-1-2

## 沿革
- 1912年（大正元年）8月1日 - 東村山西口に開局。無集配三等郵便局。
- 1916年（大正5年） - 洋風局舎新築。郵便集配業務開始。
- 1921年（大正10年） - 電信電話業務開始。
- 1941年（昭和16年） - 局等級の廃止。特定郵便局となる。
- 1959年（昭和34年） - 移転(現在の本町2-6-5)
- 1960年（昭和35年）7月1日 - 電話交換事務および電報配達事務の取扱を、東村山電報電話局に移管[1]。
- 1963年（昭和38年）6月16日 - 特定郵便局から普通郵便局に局種別改定。
- 1969年（昭和44年） - 現在地に移転。
- 1998年（平成10年）9月1日 - 外国通貨の両替および旅行小切手の売買に関する業務取扱を開始。
- 2007年（平成19年）10月1日 - 民営化に伴い、併設された郵便事業東村山支店に一部業務を移管。
- 2012年（平成24年）10月1日 - 日本郵便株式会社発足に伴い、郵便事業東村山支店を東村山郵便局に統合。

## 取扱内容
- 郵便、印紙、ゆうパック、内容証明
- 貯金、為替、振替、振込、国際送金、外貨両替・トラベラーズチェック、国債、投資信託
- 生命保険、バイク自賠責保険、自動車保険、がん保険、引受条件緩和型医療保険
- ゆうちょ銀行ATM
- 東村山市内の集配業務
- ゆうゆう窓口

## 周辺
- 東村山市役所
- 東村山警察署
- 東村山税務署
- 東村山市立中央図書館
- 東村山市立中央公民館

## アクセス
- 西武新宿線・国分寺線・西武園線 東村山駅（東口）から南へ約400m（徒歩約4分）
- 銀河鉄道、グリーンバス 東村山駅東口停留所、西武バス 東村山駅西口停留所下車
- 関越自動車道 所沢ICから南西へ約11km、中央自動車道 国立府中ICから北へ約12km
- 駐車場あり：8台